# زایش ونوس (بوتیچلی)

ساندرو بوتیچلی، زایش ونوس (حدود ۱۴۸۴–۱۴۸۶ میلادی). چسب‌رنگ روی بوم. ۱۷۲٫۵ سانتی‌متر × ۲۷۸٫۹ سانتی‌متر (۶۷٫۹ اینچ × ۱۰۹٫۶ اینچ). اوفیتزی، فلورانس

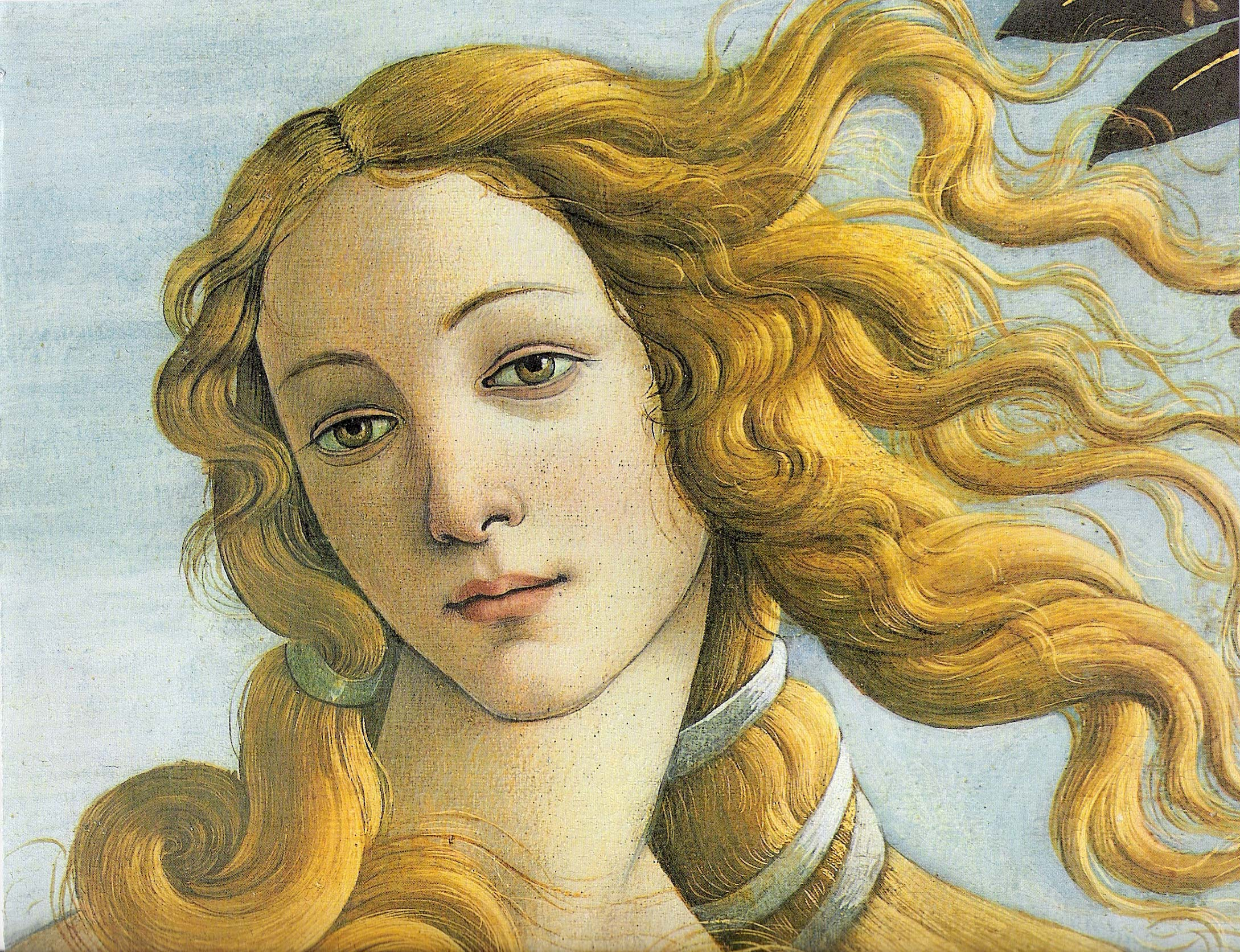
جزئیات: صورت ونوس

زایش ونوس (به ایتالیایی: Nascita di Venere) نقاشی ساندرو بوتیچلی است که گمان می‌رود در میانه دهه ۱۴۸۰ میلادی کشیده شده باشد. این نقاشی سر برکشیدن ونوس از قعر دریا و پا نهادنش بر ساحل را نشان می‌دهد.
تولد ونوس در گالری اوفیتزی فلورانس نگهداری می‌شود.